# James Naismith
James Naismith (Almonte, Kanada, 6. studenog 1861. – Lawrence, 28. studenog 1939.), kanadsko-američki izumitelj košarke. Naismith je osmislio košarku kao šport 1891. godine. 
Predavao je na sveučilištu u Kansasu i bio trener s nepunim radnim vremenom od 1898. do 1907. On je također bio športskim direktorom Kansas Jayhawksa.